# Morozivske, Sînelnîkove
Morozivske (în ucraineană Морозівське) este un sat în comuna Raiivka din raionul Sînelnîkove, regiunea Dnipropetrovsk, Ucraina.

## Demografie
Componența lingvistică a localității Morozivske
     Ucraineană (95,16%)
     Rusă (3,23%)
Conform recensământului din 2001, majoritatea populației localității Morozivske era vorbitoare de ucraineană (95,16%), existând în minoritate și vorbitori de rusă (3,23%).